# His Night Out (film 1914)
His Night Out è un cortometraggio muto del 1914 diretto da Allen Curtis. Prodotto e distribuito dalla Universal Film Manufacturing Company, aveva come interpreti Ernest Shields, Betty Schade, Brinsley Shaw, Phil Dunham.

## Produzione
Il film fu prodotto dall'Universal Film Manufacturing Company.

## Distribuzione
Distribuito dall'Universal Film Manufacturing Company, il film - un cortometraggio in due bobine - uscì nelle sale cinematografiche statunitensi il 18 novembre 1914.